# Jean-François Bérubé
Jean-François Bérubé, född 13 juli 1991, är en kanadensisk professionell ishockeymålvakt som är kontrakterad till NHL-organisationen Philadelphia Flyers och spelar för deras primära samarbetspartner Lehigh Valley Phantoms i AHL. 
Han har tidigare spelat på NHL-nivå för Columbus Blue Jackets, Chicago Blackhawks och New York Islanders samt tillhört Vegas Golden Knights, och spelat på lägre nivåer för Cleveland Monsters, Rockford IceHogs, Bridgeport Sound Tigers och Manchester Monarchs i AHL, Ontario Reign i ECHL och Club de hockey junior de Montréal i LHJMQ.
Bérubé draftades i fjärde rundan i 2009 års draft av Los Angeles Kings som 95:e spelare totalt.
21 juni 2017 draftades Bérubé av Vegas Golden Knights i expansionsdraften men 1 juli 2017 skrev han som unrestricted free agent på ett tvåårskontrakt med Chicago Blackhawks.
Den 27 juni 2018 blev han tradad till Columbus Blue Jackets i utbyte mot Jordan Schroeder.